# Trofeo Laigueglia 1979
Il Trofeo Laigueglia 1979, sedicesima edizione della corsa, si svolse il 20 febbraio 1979. La vittoria fu appannaggio dell'italiano Pierino Gavazzi precedendo i connazionali Giuseppe Saronni e Francesco Moser.
I corridori che presero il via da Laigueglia furono 141, mentre coloro che portarono a termine il percorso sul medesimo traguardo furono 103.

## Ordine d'arrivo (Top 10)
| Pos. | Corridore                | Squadra             | Tempo   |
| ---- | ------------------------ | ------------------- | ------- |
| 1    | Pierino Gavazzi          | Zonca-Santini       | ?       |
| 2    | Giuseppe Saronni         | Scic-Bottecchia     | s.t.    |
| 3    | Francesco Moser          | Sanson-Luxor TV     | s.t.    |
| 4    | Giuseppe Martinelli      | San Giacomo-Benotto | s.t.    |
| 5    | Roger De Vlaeminck       | Gis Gelati          | s.t.    |
| 6    | Gianbattista Baronchelli | Magniflex-Famcucine | a 6"    |
| 7    | Mario Beccia             | Mecap-Hoonved       | s.t.    |
| 8    | Vittorio Algeri          | Sapa Assicurazioni  | a 2'10" |
| 9    | Riccardo Magrini         | Inoxpran            | s.t.    |
| 10   | Franco Conti             | San Giacomo-Benotto | s.t.    |